# Pardosa
Pardosa es un género de arañas araneomorfas de la familia Lycosidae. Se encuentra en todos los continentes, excepto los polos.

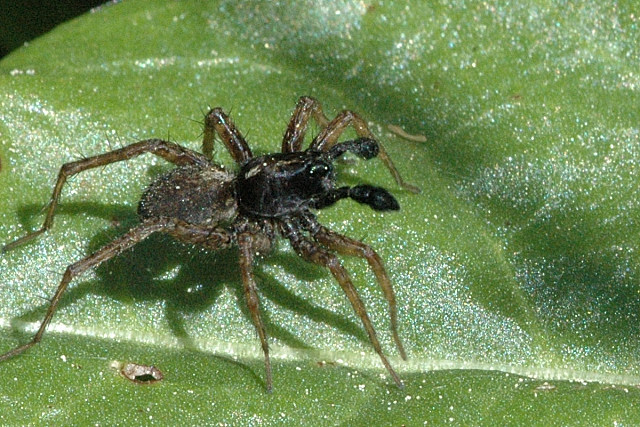
Pardosa amentata

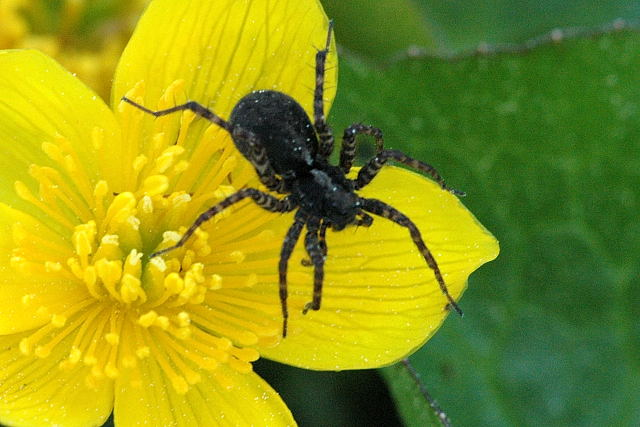
Pardosa hortensis

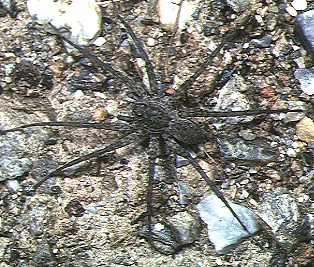
Pardosa jambaruensis

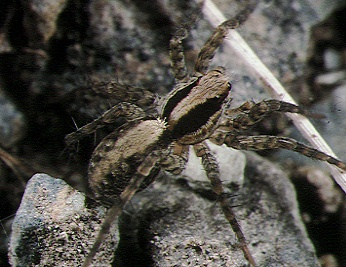
Pardosa laevitarsis

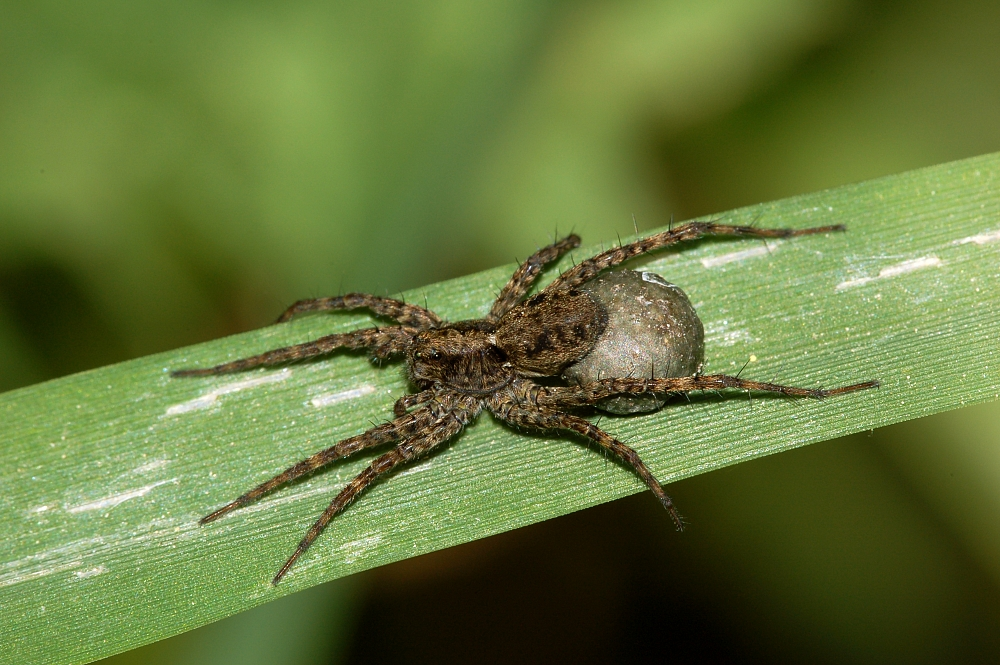
Pardosa lugubris

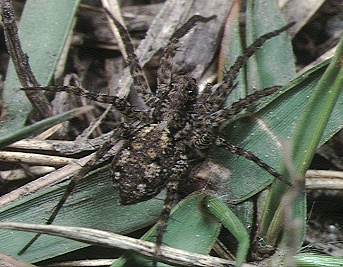
Pardosa oriens

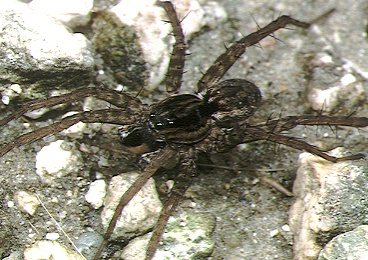
Pardosa pseudoannulata

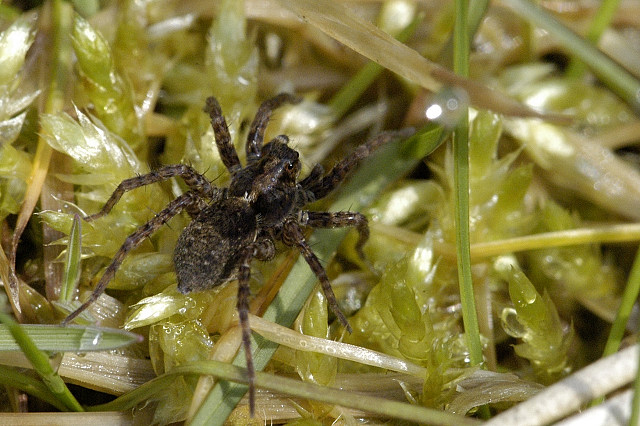
Pardosa sphagnicola

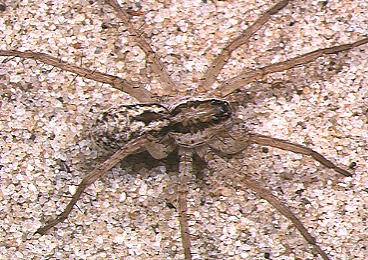
Pardosa takahashii

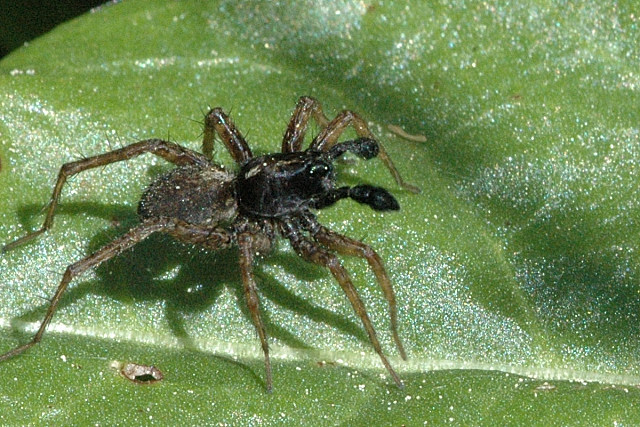
Pardosa amentata

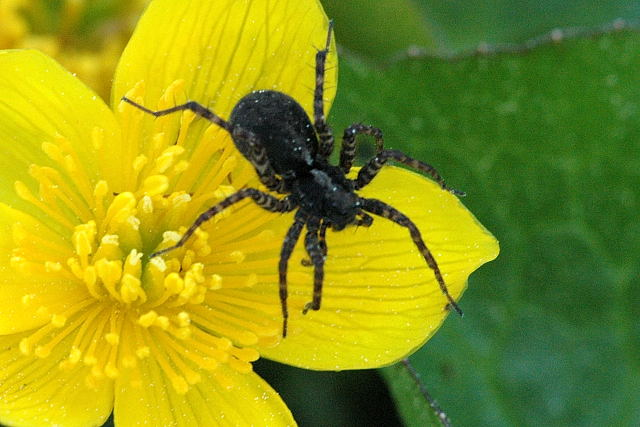
Pardosa hortensis

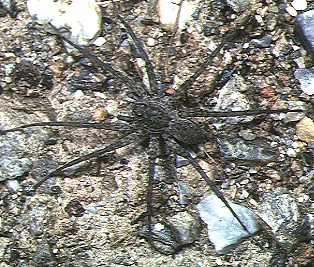
Pardosa jambaruensis

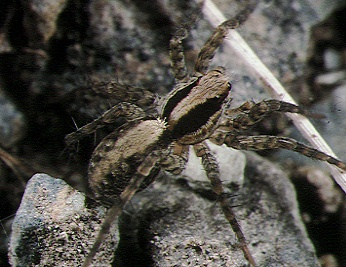
Pardosa laevitarsis

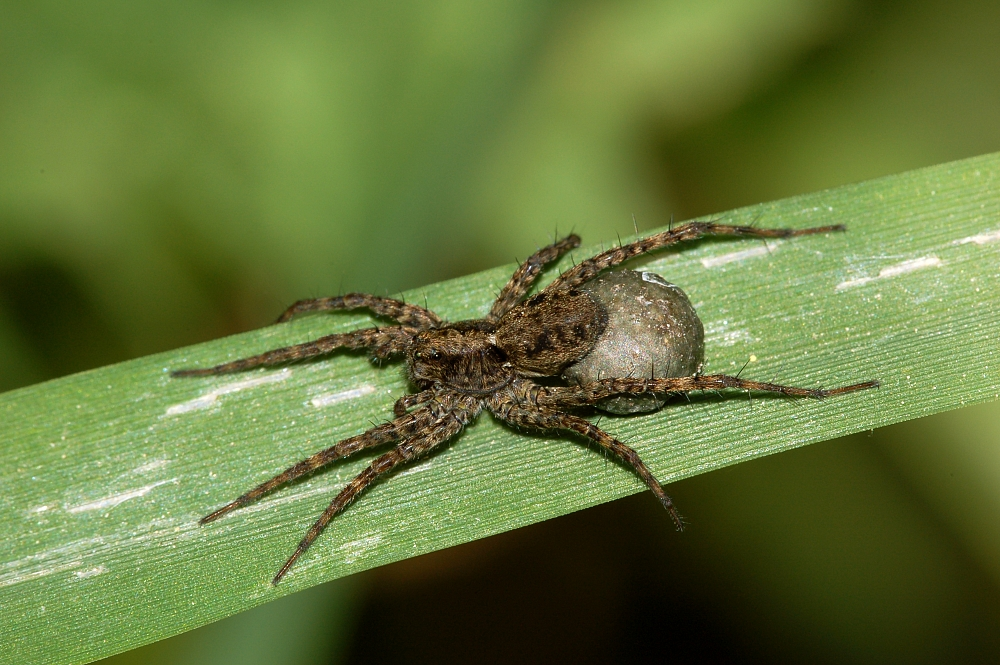
Pardosa lugubris

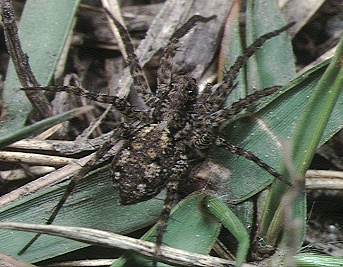
Pardosa oriens

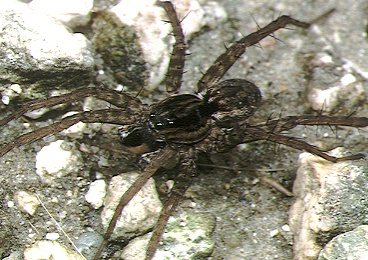
Pardosa pseudoannulata

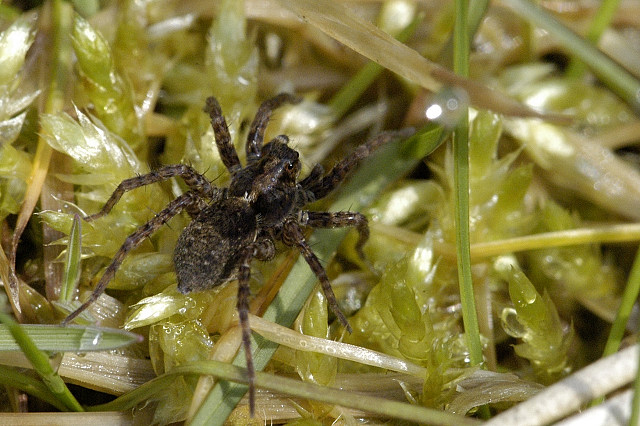
Pardosa sphagnicola

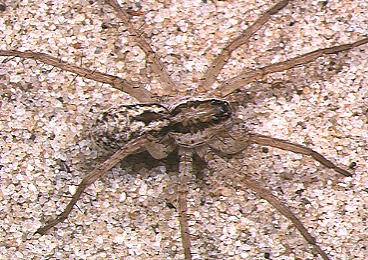
Pardosa takahashii

## Lista de especies
Según The World Spider Catalog 13.5:
- Pardosa abagensis Ovtsharenko, 1979
- Pardosa aciculifera Chen, Song & Li, 2001
- Pardosa acorensis Simon, 1883
- Pardosa adustella (Roewer, 1951)
- Pardosa aenigmatica Tongiorgi, 1966
- Pardosa afflicta (Holmberg, 1876)
- Pardosa agrestis (Westring, 1861)
- Pardosa agricola (Thorell, 1856)
- Pardosa alacris (C. L. Koch, 1833)
- Pardosa alasaniensis Mcheidze, 1997
- Pardosa albatula (Roewer, 1951)
- Pardosa alboannulata Yin, Peng, Xie, Bao & Wang, 1997
- Pardosa albomaculata Emerton, 1885
- Pardosa algens (Kulczynski, 1908)
- Pardosa algina (Chamberlin, 1916)
- Pardosa algoides Schenkel, 1963
- Pardosa alii Tikader, 1977
- Pardosa altamontis Chamberlin & Ivie, 1946
- Pardosa alticola Alderweireldt & Jocqué, 1992
- Pardosa altitudis Tikader & Malhotra, 1980
- Pardosa amacuzacensis Jiménez, 1983
- Pardosa amamiensis (Nakatsudi, 1943)
- Pardosa amazonia (Thorell, 1895)
- Pardosa amentata (Clerck, 1757)
- Pardosa amkhasensis Tikader & Malhotra, 1976
- Pardosa anchoroides Yu & Song, 1988
- Pardosa ancorifera Schenkel, 1936
- Pardosa anfibia Zapfe-Mann, 1979
- Pardosa angolensis (Roewer, 1959)
- Pardosa angusta Denis, 1956
- Pardosa angustifrons Caporiacco, 1941
- Pardosa anomala Gertsch, 1933
- Pardosa apostoli Barrion & Litsinger, 1995
- Pardosa aquatilis Schmidt & Krause, 1995
- Pardosa aquila Buchar & Thaler, 1998
- Pardosa arctica (Kulczynski, 1916)
- Pardosa astrigera L. Koch, 1878
- Pardosa atlantica Emerton, 1913
- Pardosa atomaria (C. L. Koch, 1847)
- Pardosa atrata (Thorell, 1873)
- Pardosa atromedia Banks, 1904
- Pardosa atronigra Song, 1995
- Pardosa atropos (L. Koch, 1878)
- Pardosa aurantipes (Strand, 1906)
- Pardosa azerifalcata Marusik, Guseinov & Koponen, 2003
- Pardosa baehrorum Kronestedt, 1999
- Pardosa balaghatensis Gajbe, 2004
- Pardosa baoshanensis Wang & Qiu, 1991
- Pardosa baraan Logunov & Marusik, 1995
- Pardosa bargaonensis Gajbe, 2004
- Pardosa basiri (Dyal, 1935)
- Pardosa bastarensis Gajbe, 2004
- Pardosa baxianensis Wang & Song, 1993
- Pardosa beijiangensis Hu & Wu, 1989
- Pardosa bellona Banks, 1898
- Pardosa benadira Caporiacco, 1940
- Pardosa bendamira Roewer, 1960
- Pardosa beringiana Dondale & Redner, 1987
- Pardosa bernensis (Lebert, 1877)
- Pardosa bidentata Franganillo, 1936
- Pardosa bifasciata (C. L. Koch, 1834)
- Pardosa birabeni Mello-Leitão, 1938
- Pardosa birmanica Simon, 1884
- Pardosa blanda (C. L. Koch, 1833)
- Pardosa bleyi (Dahl, 1908)
- Pardosa brevimetatarsis (Strand, 1907)
- Pardosa brevivulva Tanaka, 1975
- Pardosa brunellii Caporiacco, 1940
- Pardosa buchari Ovtsharenko, 1979
- Pardosa bucklei Kronestedt, 1975
- Pardosa bukukun Logunov & Marusik, 1995
- Pardosa burasantiensis Tikader & Malhotra, 1976
- Pardosa buriatica Sternbergs, 1979
- Pardosa californica Keyserling, 1887
- Pardosa caliraya Barrion & Litsinger, 1995
- Pardosa canalis F. O. Pickard-Cambridge, 1902
- Pardosa caucasica Ovtsharenko, 1979
- Pardosa cavannae Simon, 1881
- Pardosa cayennensis (Taczanowski, 1874)
- Pardosa cervina Schenkel, 1936
- Pardosa cervinopilosa Schenkel, 1936
- Pardosa chahraka Roewer, 1960
- Pardosa chambaensis Tikader & Malhotra, 1976
- Pardosa chapini (Fox, 1935)
- Pardosa chenbuensis Yin, Peng, Gong, Chen & Kim, 1997
- Pardosa chiapasiana Gertsch & Wallace, 1937
- Pardosa chindanda Roewer, 1960
- Pardosa chionophila L. Koch, 1879
- Pardosa cincta (Kulczynski, 1887)
- Pardosa cinerascens (Roewer, 1951)
- Pardosa clavipalpis Purcell, 1903
- Pardosa cluens Roewer, 1959
- Pardosa colchica Mcheidze, 1946
- Pardosa coloradensis Banks, 1894
- Pardosa completa (Roewer, 1959)
- Pardosa concinna (Thorell, 1877)
- Pardosa concolorata (Roewer, 1951)
- Pardosa condolens (O. Pickard-Cambridge, 1885)
- Pardosa confalonierii Caporiacco, 1928
- Pardosa confusa Kronestedt, 1988
- Pardosa consimilis Nosek, 1905
- Pardosa costrica Chamberlin & Ivie, 1942
- Pardosa crassipalpis Purcell, 1903
- Pardosa crassistyla Kronestedt, 1988
- Pardosa credula (O. Pickard-Cambridge, 1885)
- Pardosa cribrata Simon, 1876
- Pardosa cubana Bryant, 1940
- Pardosa dabiensis Chai & Yang, 1998
- Pardosa dagestana Buchar & Thaler, 1998
- Pardosa daisetsuensis Tanaka, 2005
- Pardosa dalkhaba Roewer, 1960
- Pardosa danica (Sørensen, 1904)
- Pardosa darolii (Strand, 1906)
- Pardosa datongensis Yin, Peng & Kim, 1997
- Pardosa debolinae Majumder, 2004
- Pardosa delicatula Gertsch & Wallace, 1935
- Pardosa dentitegulum Yin, Peng, Gong, Chen & Kim, 1997
- Pardosa desolatula Gertsch & Davis, 1940
- Pardosa dilecta Banks, 1898
- Pardosa distincta (Blackwall, 1846)
- Pardosa diuturna Fox, 1937
- Pardosa donabila Roewer, 1955
- Pardosa dondalei Jiménez, 1986
- Pardosa dorsalis Banks, 1894
- Pardosa dorsuncata Lowrie & Dondale, 1981
- Pardosa dranensis Hogg, 1922
- Pardosa drenskii Buchar, 1968
- Pardosa dromaea (Thorell, 1878)
- Pardosa duplicata Saha, Biswas & Raychaudhuri, 1994
- Pardosa dzheminey Marusik, 1995
- Pardosa ecatli Jiménez, 1985
- Pardosa eiseni (Thorell, 1875)
- Pardosa ejusmodi (O. Pickard-Cambridge, 1872)
- Pardosa elegans (Thorell, 1875)
- Pardosa elegantula (Roewer, 1959)
- Pardosa enucleata Roewer, 1959
- Pardosa erupticia (Strand, 1913)
- Pardosa eskovi Kronestedt & Marusik, 2011
- Pardosa evanescens Alderweireldt & Jocqué, 2008
- Pardosa evelinae Wunderlich, 1984
- Pardosa falcata Schenkel, 1963
- Pardosa falcifera F. O. Pickard-Cambridge, 1902
- Pardosa falcula F. O. Pickard-Cambridge, 1902
- Pardosa fallax Barnes, 1959
- Pardosa fastosa (Keyserling, 1877)
- Pardosa femoralis Simon, 1876
- Pardosa ferruginea (L. Koch, 1870)
- Pardosa flammula Mello-Leitão, 1945
- Pardosa flata Qu, Peng & Yin, 2010
- Pardosa flavida (O. Pickard-Cambridge, 1885)
- Pardosa flavipalpis F. O. Pickard-Cambridge, 1902
- Pardosa flavipes Hu, 2001
- Pardosa flavisterna Caporiacco, 1935
- Pardosa fletcheri (Gravely, 1924)
- Pardosa floridana (Banks, 1896)
- Pardosa fortunata (O. Pickard-Cambridge, 1885)
- Pardosa fritzeni Ballarin, Marusik, Omelko & Koponen, 2012
- Pardosa fulvipes (Collett, 1876)
- Pardosa furcifera (Thorell, 1875)
- Pardosa fuscosoma Wunderlich, 1992
- Pardosa fuscula (Thorell, 1875)
- Pardosa gastropicta Roewer, 1959
- Pardosa gefsana Roewer, 1959
- Pardosa gerhardti (Strand, 1922)
- Pardosa ghigii Caporiacco, 1932
- Pardosa ghourbanda Roewer, 1960
- Pardosa giebeli (Pavesi, 1873)
- Pardosa glabra Mello-Leitão, 1938
- Pardosa glacialis (Thorell, 1872)
- Pardosa golbagha Roewer, 1960
- Pardosa gopalai Patel & Reddy, 1993
- Pardosa gothicana Lowrie & Dondale, 1981
- Pardosa gracilenta (Lucas, 1846)
- Pardosa graminea Tanaka, 1985
- Pardosa groenlandica (Thorell, 1872)
- Pardosa gromovi Ballarin, Marusik, Omelko & Koponen, 2012
- Pardosa guadalajarana Dondale & Redner, 1984
- Pardosa guerechka Roewer, 1960
- Pardosa gusarensis Marusik, Guseinov & Koponen, 2003
- Pardosa haibeiensisYin, Wang, Peng & Xie, 1995
- Pardosa hamifera F. O. Pickard-Cambridge, 1902
- Pardosa hartmanni (Roewer, 1959)
- Pardosa hatanensis Urita, Tang & Song, 1993
- Pardosa haupti Song, 1995
- Pardosa hedini Schenkel, 1936
- Pardosa herbosa Jo & Paik, 1984
- Pardosa hetchi Chamberlin & Ivie, 1942
- Pardosa heterophthalma (Simon, 1898)
- Pardosa hohxilensis Song, 1995
- Pardosa hokkaido Tanaka & Suwa, 1986
- Pardosa hortensis (Thorell, 1872)
- Pardosa hydaspis Caporiacco, 1935
- Pardosa hyperborea (Thorell, 1872)
- Pardosa hypocrita (Simon, 1882)
- Pardosa ibex Buchar & Thaler, 1998
- Pardosa ilgunensis Nosek, 1905
- Pardosa incerta Nosek, 1905
- Pardosa indecora L. Koch, 1879
- Pardosa iniqua (O. Pickard-Cambridge, 1876)
- Pardosa injucunda (O. Pickard-Cambridge, 1876)
- Pardosa inopina (O. Pickard-Cambridge, 1876)
- Pardosa inquieta (O. Pickard-Cambridge, 1876)
- Pardosa intermedia (Bösenberg, 1903)
- Pardosa invenusta (C. L. Koch, 1837)
- Pardosa irretita Simon, 1886
- Pardosa irriensis Barrion & Litsinger, 1995
- Pardosa isago Tanaka, 1977
- Pardosa italica Tongiorgi, 1966
- Pardosa izabella Chamberlin & Ivie, 1942
- Pardosa jabalpurensis Gajbe & Gajbe, 1999
- Pardosa jaikensis Ponomarev, 2007
- Pardosa jambaruensis Tanaka, 1990
- Pardosa jartica Urita, Tang & Song, 1993
- Pardosa jaundea (Roewer, 1960)
- Pardosa jeniseica Eskov & Marusik, 1995
- Pardosa jergeniensis Ponomarev, 1979
- Pardosa jinpingensis Yin, Peng, Gong, Chen & Kim, 1997
- Pardosa josemitensis (Strand, 1908)
- Pardosa kalpiensis Gajbe, 2004
- Pardosa karagonis (Strand, 1913)
- Pardosa katangana Roewer, 1959
- Pardosa kavango Alderweireldt & Jocqué, 1992
- Pardosa knappi Dondale, 2007
- Pardosa kondeana Roewer, 1959
- Pardosa kratochvili (Kolosváry, 1934)
- Pardosa krausi (Roewer, 1959)
- Pardosa kronestedti Song, Zhang & Zhu, 2002
- Pardosa kupupa (Tikader, 1970)
- Pardosa labradorensis (Thorell, 1875)
- Pardosa laciniata Song & Haupt, 1995
- Pardosa laevitarsis Tanaka & Suwa, 1986
- Pardosa lagenaria Qu, Peng & Yin, 2010
- Pardosa laidlawi Simon, 1901
- Pardosa lapidicina Emerton, 1885
- Pardosa lapponica (Thorell, 1872)
- Pardosa lasciva L. Koch, 1879
- Pardosa latibasa Qu, Peng & Yin, 2010
- Pardosa laura Karsch, 1879
- Pardosa lawrencei Roewer, 1959
- Pardosa leipoldti Purcell, 1903
- Pardosa leprevosti Mello-Leitão, 1947
- Pardosa lignosus Ghafoor & Alvi, 2007
- Pardosa limata Roewer, 1959
- Pardosa lineata F. O. Pickard-Cambridge, 1902
- Pardosa linguata F. O. Pickard-Cambridge, 1902
- Pardosa litangensis Xu, Zhu & Kim, 2010
- Pardosa littoralis Banks, 1896
- Pardosa logunovi Kronestedt & Marusik, 2011
- Pardosa lombokibia (Strand, 1915)
- Pardosa longionycha Yin, Peng, Kim & Wang, 1995
- Pardosa longisepta Chen & Song, 2002
- Pardosa longivulva F. O. Pickard-Cambridge, 1902
- Pardosa lowriei Kronestedt, 1975
- Pardosa luctinosa Simon, 1876
- Pardosa ludia (Thorell, 1895)
- Pardosa lugubris (Walckenaer, 1802)
- Pardosa lurida Roewer, 1959
- Pardosa lusingana Roewer, 1959
- Pardosa lycosina Purcell, 1903
- Pardosa lycosinella Lawrence, 1927
- Pardosa lyrata (Odenwall, 1901)
- Pardosa lyrifera Schenkel, 1936
- Pardosa mabinii Barrion & Litsinger, 1995
- Pardosa mabweana Roewer, 1959
- Pardosa mackenziana (Keyserling, 1877)
- Pardosa maculata Franganillo, 1931
- Pardosa maculatipes (Keyserling, 1887)
- Pardosa maimaneha Roewer, 1960
- Pardosa maisa Hippa & Mannila, 1982
- Pardosa manicata Thorell, 1899
- Pardosa manubriata Simon, 1898
- Pardosa marchei Simon, 1890
- Pardosa marialuisae Dondale & Redner, 1984
- Pardosa martensi Buchar, 1978
- Pardosa martinii (Pavesi, 1883)
- Pardosa masareyi Mello-Leitão, 1939
- Pardosa masurae Esyunin & Efimik, 1998
- Pardosa mayana Dondale & Redner, 1984
- Pardosa medialis Banks, 1898
- Pardosa mendicans (Simon, 1882)
- Pardosa mercurialis Montgomery, 1904
- Pardosa messingerae (Strand, 1916)
- Pardosa metlakatla Emerton, 1917
- Pardosa mikhailovi Ballarin, Marusik, Omelko & Koponen, 2012
- Pardosa milvina (Hentz, 1844)
- Pardosa minuta Tikader & Malhotra, 1976
- Pardosa mionebulosa Yin, Peng, Gong, Chen & Kim, 1997
- Pardosa miquanensis Yin, Wang, Peng & Xie, 1995
- Pardosa mira Caporiacco, 1941
- Pardosa mixta (Kulczynski, 1887)
- Pardosa modica (Blackwall, 1846)
- Pardosa moesta Banks, 1892
- Pardosa mongolica Kulczynski, 1901
- Pardosa montgomeryi Gertsch, 1934
- Pardosa monticola (Clerck, 1757)
- Pardosa mordagica Tang, Urita & Song, 1995
- Pardosa morosa (L. Koch, 1870)
- Pardosa mtugensis (Strand, 1908)
- Pardosa mubalea Roewer, 1959
- Pardosa mukundi Tikader & Malhotra, 1980
- Pardosa mulaiki Gertsch, 1934
- Pardosa multidontata Qu, Peng & Yin, 2010
- Pardosa multivaga Simon, 1880
- Pardosa muzafari Ghafoor & Alvi, 2007
- Pardosa muzkolica Kononenko, 1978
- Pardosa mysorensis (Tikader & Mukerji, 1971)
- Pardosa naevia (L. Koch, 1875)
- Pardosa naevioides (Strand, 1916)
- Pardosa nanica Mello-Leitão, 1941
- Pardosa nanyuensis Yin, Peng, Kim & Wang, 1995
- Pardosa narymica Savelyeva, 1972
- Pardosa nebulosa (Thorell, 1872)
- Pardosa nenilini Marusik, 1995
- Pardosa nesiotis (Thorell, 1878)
- Pardosa nigra (C. L. Koch, 1834)
- Pardosa nigriceps (Thorell, 1856)
- Pardosa ninigoriensis Mcheidze, 1997
- Pardosa nojimai Tanaka, 1998
- Pardosa nordicolens Chamberlin & Ivie, 1947
- Pardosa nostrorum Alderweireldt & Jocqué, 1992
- Pardosa novitatis (Strand, 1906)
- Pardosa obscuripes Simon, 1909
- Pardosa observans (O. Pickard-Cambridge, 1876)
- Pardosa occidentalis Simon, 1881
- Pardosa odenwalli Sternbergs, 1979
- Pardosa oksalai Marusik, Hippa & Koponen, 1996
- Pardosa oljunae Lobanova, 1978
- Pardosa olympica Tongiorgi, 1966
- Pardosa oncka Lawrence, 1927
- Pardosa ontariensis Gertsch, 1933
- Pardosa orcchaensis Gajbe, 2004
- Pardosa orealis Buchar, 1984
- Pardosa oreophila Simon, 1937
- Pardosa oriens (Chamberlin, 1924)
- Pardosa orophila Gertsch, 1933
- Pardosa orthodox Chamberlin, 1924
- Pardosa ourayensis Gertsch, 1933
- Pardosa ovambica Roewer, 1959
- Pardosa ovtchinnikovi Ballarin, Marusik, Omelko & Koponen, 2012
- Pardosa pacata Fox, 1937
- Pardosa pahalanga Barrion & Litsinger, 1995
- Pardosa paleata Alderweireldt & Jocqué, 1992
- Pardosa palliclava (Strand, 1907)
- Pardosa paludicola (Clerck, 1757)
- Pardosa palustris (Linnaeus, 1758)
- Pardosa pantinii Ballarin, Marusik, Omelko & Koponen, 2012
- Pardosa papilionaca Chen & Song, 2003
- Pardosa paracolchica Zyuzin & Logunov, 2000
- Pardosa paralapponica Schenkel, 1963
- Pardosa paramushirensis (Nakatsudi, 1937)
- Pardosa paratesquorum Schenkel, 1963
- Pardosa partita Simon, 1885
- Pardosa parvula Banks, 1904
- Pardosa passibilis (O. Pickard-Cambridge, 1885)
- Pardosa patapatensis Barrion & Litsinger, 1995
- Pardosa pauxilla Montgomery, 1904
- Pardosa pedia Dondale, 2007
- Pardosa persica Marusik, Ballarin & Omelko, 2012
- Pardosa pertinax von Helversen, 2000
- Pardosa petrunkevitchi Gertsch, 1934
- Pardosa pexa Hickman, 1944
- Pardosa pinangensis (Thorell, 1890)
- Pardosa pirkuliensis Zyuzin & Logunov, 2000
- Pardosa plagula F. O. Pickard-Cambridge, 1902
- Pardosa plumipedata (Roewer, 1951)
- Pardosa plumipes (Thorell, 1875)
- Pardosa podhorskii (Kulczynski, 1907)
- Pardosa poecila (Herman, 1879)
- Pardosa pontica (Thorell, 1875)
- Pardosa portoricensis Banks, 1901
- Pardosa potamophila Lawrence, 1927
- Pardosa praepes Simon, 1886
- Pardosa prativaga (L. Koch, 1870)
- Pardosa procurva Yu & Song, 1988
- Pardosa profuga (Herman, 1879)
- Pardosa prolifica F. O. Pickard-Cambridge, 1902
- Pardosa prosaica Chamberlin & Ivie, 1947
- Pardosa proxima (C. L. Koch, 1847)
- Pardosa psammodes (Thorell, 1887)
- Pardosa pseudoannulata (Bösenberg & Strand, 1906)
- Pardosa pseudochapini Peng, 2011
- Pardosa pseudokaragonis (Strand, 1913)
- Pardosa pseudolapponica Marusik, 1995
- Pardosa pseudomixta Marusik & Fritzén, 2009
- Pardosa pseudostrigillata Tongiorgi, 1966
- Pardosa pseudotorrentum Miller & Buchar, 1972
- Pardosa pullata (Clerck, 1757)
- Pardosa pumilio Roewer, 1959
- Pardosa pusiola (Thorell, 1891)
- Pardosa pyrenaica Kronestedt, 2007
- Pardosa qingzangensis Hu, 2001
- Pardosa qinhaiensis Yin, Wang, Peng & Xie, 1995
- Pardosa qionghuai Yin, Peng, Kim & Wang, 1995
- Pardosa rabulana (Thorell, 1890)
- Pardosa rainieriana Lowrie & Dondale, 1981
- Pardosa ramulosa (McCook, 1894)
- Pardosa ranjani Gajbe, 2004
- Pardosa rara (Keyserling, 1891)
- Pardosa rascheri (Dahl, 1908)
- Pardosa rhenockensis (Tikader, 1970)
- Pardosa rhombisepta Roewer, 1960
- Pardosa riparia (C. L. Koch, 1833)
- Pardosa riveti Berland, 1913
- Pardosa roeweri Schenkel, 1963
- Pardosa roscai (Roewer, 1951)
- Pardosa royi Biswas & Raychaudhuri, 2003
- Pardosa ruanda (Strand, 1913)
- Pardosa rudis Yin, Peng, Kim & Wang, 1995
- Pardosa rugegensis (Strand, 1913)
- Pardosa sagei Gertsch & Wallace, 1937
- Pardosa saltans Töpfer-Hofmann, 2000
- Pardosa saltonia Dondale & Redner, 1984
- Pardosa saltuaria (L. Koch, 1870)
- Pardosa saltuarides (Strand, 1908)
- Pardosa sangzhiensis Yin, Peng, Kim & Wang, 1995
- Pardosa sanmenensis Yu & Song, 1988
- Pardosa santamaria Barrion & Litsinger, 1995
- Pardosa saturatior Simon, 1937
- Pardosa saxatilis (Hentz, 1844)
- Pardosa schenkeli Lessert, 1904
- Pardosa schreineri Purcell, 1903
- Pardosa schubotzi (Strand, 1913)
- Pardosa selengensis (Odenwall, 1901)
- Pardosa semicana Simon, 1885
- Pardosa septentrionalis (Westring, 1861)
- Pardosa serena (L. Koch, 1875)
- Pardosa shuangjiangensis Yin, Peng, Gong, Chen & Kim, 1997
- Pardosa shugangensis Yin, Bao & Peng, 1997
- Pardosa shyamae (Tikader, 1970)
- Pardosa sibiniformis Tang, Urita & Song, 1995
- Pardosa sichuanensis Yu & Song, 1991
- Pardosa sierra Banks, 1898
- Pardosa silvarum Hu, 2001
- Pardosa sinensis Yin, Peng, Kim & Wang, 1995
- Pardosa sinistra (Thorell, 1877)
- Pardosa soccata Yu & Song, 1988
- Pardosa socorroensis Jiménez, 1991
- Pardosa sodalis Holm, 1970
- Pardosa songosa Tikader & Malhotra, 1976
- Pardosa sordidata (Thorell, 1875)
- Pardosa sordidecolorata (Strand, 1906)
- Pardosa sowerbyi Hogg, 1912
- Pardosa sphagnicola (Dahl, 1908)
- Pardosa stellata (O. Pickard-Cambridge, 1885)
- Pardosa sternalis (Thorell, 1877)
- Pardosa steva Lowrie & Gertsch, 1955
- Pardosa straeleni Roewer, 1959
- Pardosa strandembriki Caporiacco, 1949
- Pardosa strena Yu & Song, 1988
- Pardosa strigata Yu & Song, 1988
- Pardosa strix (Holmberg, 1876)
- Pardosa subalpina Schenkel, 1918
- Pardosa subanchoroides Wang & Song, 1993
- Pardosa subproximella (Strand, 1906)
- Pardosa subsordidatula (Strand, 1915)
- Pardosa suchismitae Majumder, 2004
- Pardosa sumatrana (Thorell, 1890)
- Pardosa sura Chamberlin & Ivie, 1941
- Pardosa sutherlandi (Gravely, 1924)
- Pardosa suwai Tanaka, 1985
- Pardosa taczanowskii (Thorell, 1875)
- Pardosa takahashii (Saito, 1936)
- Pardosa tangana Roewer, 1959
- Pardosa tappaensis Gajbe, 2004
- Pardosa tasevi Buchar, 1968
- Pardosa tatarica (Thorell, 1875)
- Pardosa tenera Thorell, 1899
- Pardosa tenuipes L. Koch, 1882
- Pardosa tesquorum (Odenwall, 1901)
- Pardosa tesquorumoides Song & Yu, 1990
- Pardosa tetonensis Gertsch, 1933
- Pardosa thalassia (Thorell, 1891)
- Pardosa thompsoni Alderweireldt & Jocqué, 1992
- Pardosa thorelli (Collett, 1876)
- Pardosa tikaderi Arora & Monga, 1994
- Pardosa timidula (Roewer, 1951)
- Pardosa torrentum Simon, 1876
- Pardosa trailli (O. Pickard-Cambridge, 1873)
- Pardosa tricuspidata Tullgren, 1905
- Pardosa tridentis Caporiacco, 1935
- Pardosa trifoveata (Strand, 1907)
- Pardosa tristicella (Roewer, 1951)
- Pardosa tristiculella (Roewer, 1951)
- Pardosa tristis (Thorell, 1877)
- Pardosa trottai Ballarin, Marusik, Omelko & Koponen, 2012
- Pardosa tschekiangiensis Schenkel, 1963
- Pardosa tumida Barnes, 1959
- Pardosa tuoba Chamberlin, 1919
- Pardosa turkestanica (Roewer, 1951)
- Pardosa tyshchenkoi Zyuzin & Marusik, 1989
- Pardosa uiensis Esyunin, 1996
- Pardosa uintana Gertsch, 1933
- Pardosa umtalica Purcell, 1903
- Pardosa uncata (Thorell, 1877)
- Pardosa uncifera Schenkel, 1963
- Pardosa unciferodies Qu, Peng & Yin, 2010
- Pardosa unguifera F. O. Pickard-Cambridge, 1902
- Pardosa upembensis (Roewer, 1959)
- Pardosa utahensis Chamberlin, 1919
- Pardosa vadosa Barnes, 1959
- Pardosa vagula (Thorell, 1890)
- Pardosa valens Barnes, 1959
- Pardosa valida Banks, 1893
- Pardosa vancouveri Emerton, 1917
- Pardosa vatovae Caporiacco, 1940
- Pardosa verticillifer (Strand, 1906)
- Pardosa vindex (O. Pickard-Cambridge, 1885)
- Pardosa vindicata (O. Pickard-Cambridge, 1885)
- Pardosa vinsoni (Roewer, 1951)
- Pardosa virgata Kulczynski, 1901
- Pardosa vittata (Keyserling, 1863)
- Pardosa vlijmi den Hollander & Dijkstra, 1974
- Pardosa vogelae Kronestedt, 1993
- Pardosa v-signata Soares & Camargo, 1948
- Pardosa vulvitecta Schenkel, 1936
- Pardosa wagleri (Hahn, 1822)
- Pardosa warayensis Barrion & Litsinger, 1995
- Pardosa wasatchensis Gertsch, 1933
- Pardosa wuyiensis Yu & Song, 1988
- Pardosa wyuta Gertsch, 1934
- Pardosa xerampelina (Keyserling, 1877)
- Pardosa xerophila Vogel, 1964
- Pardosa xinjiangensis Hu & Wu, 1989
- Pardosa yadongensis Hu & Li, 1987
- Pardosa yaginumai Tanaka, 1977
- Pardosa yamanoi Tanaka & Suwa, 1986
- Pardosa yavapa Chamberlin, 1925
- Pardosa zhangi Song & Haupt, 1995
- Pardosa zhui Yu & Song, 1988
- Pardosa zionis Chamberlin & Ivie, 1942
- Pardosa zonsteini Ballarin, Marusik, Omelko & Koponen, 2012
- Pardosa zorimorpha (Strand, 1907)
- Pardosa zuojiani Song & Haupt, 1995
- Pardosa zyuzini Kronestedt & Marusik, 2011